# Temesvári Kinizsi SE
A Temesvári Kinizsi SE egy megszűnt labdarúgócsapat. Hatszoros román bajnok.

## Története

### Az egyesület nevei
A klub fennállása során több alkalommal is nevet változtatott. Ezek a következők voltak:
- 1910 – 1918: Temesvári Kinizsi SE,
- 1918 – 1946 : Chinezul Timișoara, magyarul: Temesvári Kinizsi
- 1948 – 1951 : Chinezul CAM Timișoara

## Eredmények

### Román élvonalbeli bajnoki szereplések
A Temesvári Kinizsi SE, mint Chinezul Timișoara 1921 és 1927 között egymás után hatszor nyerte meg a román bajnokságot.
- Román labdarúgó-bajnokság
  - bajnok (6): 1921–22, 1922–23, 1923–24, 1924–25, 1925–26, 1926–27